# 京言葉
京言葉（きょうことば）とは、京都一帯で用いられる日本語の方言である。近畿方言（関西弁、上方語）の一種であり、大阪弁とともにその中核をなす。ここでは京都市を中心に旧山城国の方言を取り上げる。山城以外の京都府内の方言については、丹波方言、舞鶴弁、丹後弁を参照。

## 呼称
京都語（きょうとご）や京都弁（きょうとべん）とも呼ばれ、古くは京談（きょうだん）とも称されていた。
また、京言葉の「言葉」をひらがなで表記し、「京ことば」とする事も多い。

## 歴史
京都は平安京が建設された平安時代から1000年以上にわたって日本の都があった地域であり、江戸時代まで京言葉は高い威信を持ち、現代共通語の母体である東京方言を含め、日本各地の方言に影響を与えた。現在も京都では自分達の言葉に強い自負心があり、京言葉は「なまり」ではなく、共通語とは「単に異なっているというだけ」と認識されている。京都出身の日本語学者楳垣実も、京言葉を研究するにあたって「我々の気持から云えば、京言葉を方言といってしまっては何となく物足らぬので、国語の伝統保存といった誇らかな気持から大いに努力したいと思う」と述べている。
京都は伝統を重んじる保守的な街とされるが、古くからの大都市で京言葉は変化し続けており、平安時代以来の古語はあまり残っていない。明治維新前後にも大きな変化があったとされ、代表的な京言葉「どす」「やす」「はる」も幕末から明治初期に生まれた言葉と考えられ、楳垣は「京言葉の優雅性は一段とこの期に高められたものらしい」と述べている。
現在、共通語化や関西共通語化（大阪弁化）が進み、京言葉らしい京言葉を用いるのは昭和中期以前に生まれた世代や花街の芸妓社会などに限られている。1993年（平成5年）から1994年（平成6年）にかけての方言調査では、「どす」に関して80歳代では「使用する」と回答した割合が49.2％なのに対し、10代では「聞いたこともない」が54.0％であった。楳垣は1950年（昭和25年）の時点で以下のように書き残している。

## イメージ
京言葉には「優雅」「女性的」といったイメージがあり、2019年（令和元年）に「方言がかわいい『都道府県』ランキング」で京都府が2位になるなど、21世紀になってもそのイメージは依然根強い。一方で、楳垣は「我々京都人から見れば、正直に云って、京都は一般に少し理想化されて考えられているような気もする。」「京都といえば一木一草までみやびやかであると考える人も多い。京言葉の魅力も或はそんな所から生れて来るのかも知れない。」と述べている。ゆったりした優しい雰囲気の言葉というイメージについて、「芸舞妓さんの話すことばからの連想によってできたイメージであろう」「一般市民の日常会話における話しことばは、かなりテンポの速い、また決して柔らかいとは言えないどちらかといえば語調のきついものである」と指摘する研究者もいる。

## 区分
日本語学者の奥村三雄は山城の方言を以下のように区分している（区分の基準とされた方言の特徴および市郡の名称・範囲は概ね1962年当時のもの）。
- 京都市内（戦後に編入された旧郡部を除く） - 進行「-てる」。終助詞「ぜ」「で」の使用少ない。いわゆる京言葉（「どす」「おす」「やす」など）を使用。
- その他 - 進行「-たる」あり。終助詞「ぜ」「で」あり。京都市内と比べて荒い。
  - 旧愛宕郡（現在の左京区岩倉・八瀬以北と北区雲ケ畑）・乙訓郡・宇治市・久世郡の各大部分 - 京言葉を多用。
  - 綴喜郡と久世郡の各西部（現在の八幡市や伏見区淀の一部など） - 京言葉を多用。女性語の終助詞「し」や順接助詞「よってに」など、大阪弁の影響あり。
    - 乙訓よりも八幡の方が大阪的である点について奥村は、鉄道開通以前、京都・大坂間の往来に淀川（宇治川）や京街道がもっぱら利用されていた時代の影響であろうと推測している[7]。

  - 綴喜郡南部と相楽郡の大部分 - 京言葉の使用やや少ない。親愛表現「-らる」あり。
  - 旧葛野郡（現在の右京区中川・小野郷） - 京言葉の使用やや少ない。親愛表現「-らる」あり。逆接助詞「けんど」など、丹波言葉の影響あり。

奥村は、丹後・丹波間と比べて丹波・山城間の方言差はそれほど著しくなく、口丹波の北桑田郡（特に京北と広河原）は京言葉的傾向がかなり多いとした。楳垣によれば、京言葉の影響は口丹波だけでなく福井県若狭・滋賀県・三重県北部（北伊勢・伊賀）にも及び、奈良県北部も「年配の人達は京言葉に近く、若い人ほど大阪弁的になる中間地域」だという。また山本俊治によれば、大阪府内でも、三島地区・北河内の淀川沿いや能勢町旧歌垣村の方言には京都の影響が見られるという。
京都市中心部の京言葉は位相の面で、京都御所で話された公家言葉（御所言葉）と市中で話される町ことば（町方ことば）に大きく分けられる。前者は室町時代初期の女官の話し言葉が起源で、宮中・宮家・公家で使われ、明治以降も一部の尼門跡で継承されている。後者は話者の職業や地域によってさらに細かく分類することができ、その例として井之口有一と堀井令以知は以下の4つを挙げている。
- 中京ことば - 中京区を中心として、室町の問屋街などで話されることば。
- 西陣の職人ことば - 西陣の機屋（西陣織）の人々のことば。
- 祇園の花街ことば - 祇園を中心とする花街の舞妓や芸妓によって話されることば。客の前など口頭では都合の悪いやりとりをする際には、簡易的な手話のような「身振り語」も用いられる。
- 伝統産業語 - 京焼・京友禅・京扇子といった伝統工芸の現場で話される職業語（業界用語）。

このほか、八瀬・大原（大原女も参照）・北白川・高雄・桂・大枝など、郊外の農村に特有の方言もあった。

## 発音
音韻体系は共通語とほとんど変わりないが、子音を弱く、母音を長く丁寧に発音する傾向があり、京都人が朗読すると同じ音節数でも東京人のほとんど2倍の時間を費やすという。

### 母音
連母音アイ・オイ・ウイの変化は、「わたい→わて（女性の一人称）」や「さかい→さけ（接続助詞）」など若干の語でアイ→エが見られるのみで、「黒い→くれー」「悪い→わりー」などが起こる関東や丹後とは対照的である。なお「消える→けーる」「見える→めーる」などイエ→エーの変化もあるが、逆行同化によるものである。
母音の長短意識が多少曖昧という特徴がある。「学校→がっこ」「山椒→さんしょ」「先生→せんせ」のように長母音を短く発音する傾向があり、特にオ段音で多い。短音化は主に語尾で起こるが、「御幸町→ごこまち」のように語中で短音化する例もある。1拍名詞は「蚊→かー」「野→のー」のように伸ばして発音するが、付属語を伴う場合や下降型のアクセントの語は長音化しにくい。「露地→ろーじ」「去年→きょーねん」のように2拍・3拍名詞が長音化することもあるが、1拍名詞の場合と違って特定の語に限られる。
その他の母音変化の例は以下のとおり。
- イ→エ：しらみ→しらめ、にんじん→ねんじん
- エ→イ：前垂れ→まいだれ、羽二重→はぶたい
- ウ→オ：うさぎ→おさぎ、たぬき→たのき、室町→もろまち

### 子音
「さかい・さけ（接続助詞）→はかい・はけ」「しつこい→ひつこい」「読みません→読みまへん」「それから→ほれから」など[s]・[ʃ]→[h]・[ç]の変化が多く、若干ではあるが「人→しと」のように[ç]→[ʃ]の例もある。[z]・[d]・[r]の混同（[d]→[z]はほとんどない）は山城でも起こることがあり、特に南山城地方で「ただ今→たらいま」「めでたい→めれたい」のような[d]と[r]の混同が多い。[z]・[d]・[r]の混同はかつて京都市内の老人・学童の間でも多く、舌が廻らぬ言葉遣いとして教育上問題視され、1942年（昭和17年）に「京都市児童を対象とせるヨミカタ方言訛音矯正資料」が作成されるほどであった。
その他の子音変化の例は以下のとおり。
- [s]→[ʃ]：鮭→しゃけ
- [m]→[b]：蝉→せび

### その他
「死による→しんにょる」「お宮はん→おんみゃはん」「年寄り→とっしょり」「日曜→にっちょー」など、イ段音・ウ段音にヤ行音が続く場合に、撥音や促音を伴ってヤ行音が拗音化することがある。イ段・ウ段音が鼻音（ナ行・マ行）の場合は撥音、それ以外のイ段・ウ段音の場合は促音が挿入されることが多い。

## アクセント
京言葉のアクセントは典型的な京阪式アクセントであり、京阪神でほぼ共通するが一部の表現で異なる（以下はその例）。京都のなかでも地域差や世代差があり、例えば「粘土」「金曜日」を京都旧市内では「ねんど」「きんよーび」と発音し、伏見区や南山城地方では「ねんど」「きんよーび」と発音する。また京都市南部では「-ました」が大阪・神戸と同じ発音になる。
|         | 京都       | 大阪                                                | 神戸                                                | 備考 |
| ------- | ---------- | --------------------------------------------------- | --------------------------------------------------- | --- |
| -ました | 食べました | 食べました （無声化で「食べました」となる人もいる） | 食べました （無声化で「食べました」となる人もいる） | 京都でも低起式の動詞を中心に大阪・神戸と同じ発音になることがある。                                                                        |
| -はった | 食べはった | 食べはった （伝統的な神戸弁では「はる」を用いない） | 食べはった （伝統的な神戸弁では「はる」を用いない） | 京都でも低起式の動詞を中心に大阪・神戸と同じ発音になることがある。                                                                        |
| 鏡      | かがみ     | かがみ かがみ かがみ                                | かがみ                                              | 神戸が最も古い発音を保っており、幕末以前は京都でも「かがみ」であった。 2000年代の若年層では地域を問わず「かがみ」または「かがみ」が多い。 |

## 文法
特に注記しないかぎり、昭和20-30年代の記録を中心に記述する。

### 動詞
動詞の活用には共通語と同じく五段活用・上一段活用・下一段活用・カ行変格活用（カ変）・サ行変格活用（サ変）があるが、サ変の上二段・上一段化傾向が見られる。基本となる活用形は以下のとおり。
|                | 未然        | 連用  | 終止 | 連体 | 仮定                    | 命令      |
| -------------- | ----------- | ----- | ---- | ---- | ----------------------- | --------- |
| 五段（行く）   | いか- いこ- | いき- | いく | いく | （いきゃ） （いったら） | いけ      |
| 下一段（出る） | で-         | で-   | でる | でる | （でりゃ） （でたら）   | でー      |
| 上一段（着る） | き-         | き-   | きる | きる | （きりゃ） （きたら）   | きー      |
| カ変（来る）   | き- こ-     | き-   | くる | くる | （くりゃ） （きたら）   | きー こい |
| サ変（する）   | し- せ-     | し-   | する | する | （すりゃ） （したら）   | しー せー |

- ハ行（現代仮名遣いではア行・ワ行）五段動詞に「-た」「-て」が後続する際にウ音便が起こるが、2音節語以外は短音化することが多い[22]。またサ行五段動詞のイ音便が「差す」に限って起こる[22]。
  - 例：こーたらえーがな（買ったらいいだろう）[22]
  - 例：なんぼはろ（ー）たんや（いくら払ったんだい）[22]
  - 例：傘さいていく（傘を差して行く）[22]
- 活用表の命令形に加えて、連用形を用いた「-なさい」に相当する軽い命令表現がある。女性層では後ろに「よし」を付けることがあるが、楳垣によると大正末期に川東（鴨川よりも東側の地域）から広まった表現で、元は山科あたりの言葉だったかもしれないと推測している[23]。また女性層では、共通語の「-てごらん」に相当する「-とおみ」という命令表現もある（「-て御見」が変化したもの）。
  - 例：走り（走りなさい）
  - 例：はよ行きよし（早く行きなさい）[23]
  - 例：見とおみ（見てごらん）
- 継続には共通語と同じく「雨が降ってる」のように「-てる」を使うが、「降っとる」のような「-とる」も使う（男性語的）[24]。南山城地方では「降ったる」のように「-たる」を継続に使うところが多いほか、宇治田原町や笠置町などでは「降りよる」のように「-よる」を使う[24]。京都市などでは「-たる」は結果を表し（楳垣は、短音にならず「-たある」と言うとしている[25]）、「-よる」は動作主への軽い卑蔑を表す（男性語的）[24]。この軽蔑的な「-よる」は「書いてよる」のように「て」を介して使うこともある[26]。
  - 例：あいついつでも悪いことしよる[24]（宇治田原や笠置などでは「悪いことをしている」、京都市などでは「悪いことをしやがる」という意味）
- 否定には助動詞「-ん」「-へん」を使う。「-へん」は五段動詞では「行かへん」のようにア段に後続し、その他では連用形に「や」を介して後続するが、「や」を介さずに語幹を長音化させるなどして後続する形もある（以下のとおり）[27]。上一段・カ変・サ変動詞で現れる「-ひん」は比較的新しい形で、楳垣は1949年に「近来学童の間からミーヒン・キーヒン・シーヒンという形が現れ、追々と勢力を得つゝある」と記録している[27]。大阪では五段動詞で「行けへん」のように「エ段＋へん」と言うことがあり、「エ段＋へん」が不可能を表す京都とはコミュニケーションギャップが生じやすいとされるが、山城にも通常の否定で「エ段＋へん」という形を使う地域は存在する（大阪府に近い地域と京都市の山間部各地）[28]。
  - 下一段（出ない）：でやへん、でーへん
  - 上一段（見ない）：みやへん、みーへん（稀）、みーひん
  - カ変（来ない）：きやへん、きーへん（稀）、きーひん
  - サ変（しない）：しやへん、せーへん、しーひん
- 意志・勧誘には、五段動詞では未然形（オ段）を伸ばし、一段動詞では未然形に「-よー」を付けるが、短く言うことが多い[29]。サ変動詞は「しょ（ー）」、カ変動詞は「こ（ー）」になる点が共通語とは異なる[30]。親しみを含んだ命令を表すことがある[30]。なお、共通語では「行こう」が「行くだろう」と同様に推量を表すことがあるが、京言葉では推量は「行くやろ」のように「終止形＋やろ」でのみ表す[30]。
  - 例：もっとはよーこーともたんやけど（もっと早く来ようと思ったんだが）[30]
  - 例：とっととしょー（さっさとしなさい）[30]
- 可能表現は共通語と同じく助動詞「-れる」「-られる」を使う[31]。五段動詞において、大阪では「行ける」「行かれへん」のように肯定形のみ可能動詞に移行しているが、京都では「行ける」「行けへん」のように肯定形・否定形ともに可能動詞に移行している[32]。不可能を表す場合、「よー 未然+ん」という言い方もある。
  - 例：よー走らん

### 敬語
長らく御所が存在し宮中の御所言葉が庶民の言葉にも影響を与えたこと、古くからの都市社会で封建的な社会階層化が進んだことなどから、敬語が非常に発達している。特に女性層で顕著であり、女性層では敬語に限らず常に丁寧な言葉遣いが好まれ、「食う」よりも「食べる」、「うまい」よりも「おいしい」を用いようと努めたり、日常生活の名詞にも「お豆さん」のように盛んに敬称をつけたりする。
- -はる：京都とその周辺の最も代表的な敬語で、「なさる」が「なはる」を経て変化したものとされる[34]。五段動詞では「書かはる」のようにア段に後続し、その他では「でやはる（出る）」「きやはる（来る）」「しやはる（する）」のように連用形に「や」を介して後続する[35]。「はる」は五段活用であるが、命令形はない[34]（楳垣は男性の親しい間柄で「そうしやはれ（そうしなさい）」のように言うこともあると記録している）[35]。「-はる」は京都以外の関西各地でも使われるが、大阪と比較した場合、「行かはる（京都）」「行きはる（大阪）」という形式上の違いのほか、京都の方が日常会話での「-はる」の使用率が（特に会話の話題に登場する第三者に対して）高く、大阪では明確に尊敬語として使われるのに対し、京都では身内・目下・動物などにも親しみを込めて使われ、聞き手に対する丁寧語・美化語も兼ねるとされる[36]。例えば1990年代の調査で、「父親」「赤ん坊」を話題にする際に「-はる」を使う割合は、大阪では男女とも2割程度だったのに対し、京都では父親に「-はる」を使う者は女性9割、男性6割、赤ん坊に「-はる」を使う者は女性8割、男性でも4割にのぼった[36]。
  - 例：乗って来はるわ（乗って来られるよ）
- なはる：「する」の尊敬語。「-なはれ」「-な（は）い」の形で様々な動詞の命令表現にも使うが、「-なはれ」は大阪的な言い方で京都ではほとんど使わない[35]。
  - 例：あんさんがなはったんどすか（あなたがなさったのですか）[35]
  - 例：はよーおいなはい（早くいらっしゃい）[35]
  - 例：あてにもおくない（私にも下さい）[35]
- お 連用形+やす：「はる」よりも敬意の高い敬語表現。「お行きやさへん」（お行きにならない）のように活用させて使うのは京都市とその周辺に限られるが、命令表現としては山城・口丹波一帯で使われ、「おやすみやす」「おいでやす」「ごめんやす」など「やす」を使った挨拶語はさらに広範囲で使う[34]。相手への確認のための強調として、「やっしゃ」とも。
  - 例：ちょっともおいでやさしまへん（少しもお出でになりません）[35]
  - 例：またおいでやしとーくれやす（またお越しください）[35]
  - 例：さっさとおしやっしゃ（早くしなさいよ）[35]
- -といやす：「ておいやす」の変形。
  - 例：しといやした（していらっしゃいました）
- お 連用形+る：必ずしも丁寧とは限らず、ごく親しい感情を込めた表現。楳垣によると、江戸末期から、音便を使わない「行きて」「行きた」のような言い方に「お」を冠して使うようになり、そこから「お行きる」のような終止形が逆成されたものだという[37]。「お＋連用形」の後ろに助詞「な（いな）」を付けて禁止を表したり、否定助動詞「-ん」＋助詞「か」「かい」「かいな」などを付けて勧誘や命令を表したり、否定助動詞「-ん」＋助詞「と」を付けて条件を表したりもする[37]。以上のうち、禁止・勧誘・命令表現の場合は「お」を省略することができる[37]。
  - 例：それをお聞きて、えらいお怒りたそうや（それを聞いて、ひどく怒ったそうだ）[37]
  - 例：あんまり慌てておしるさかい（あまりに慌ててするものだから）[37]
  - 例：あんなとこいお行きな（あんな所へ行くな）[37]
  - 例：もっとはよお歩きんか（もっと早くお歩きなさい）[37]
  - 例：ゆっくりお言いんと分からへんがな（ゆっくりお言いでないと分からないじゃないか）[37]
- おす：「ある」の丁寧語で、大阪の「おま（す）」に相当。形容詞の後ろにもつく。
  - 例：誰もおへん（誰もいません）
  - 例：おいしおすなぁ（美味しいですねぇ）
- どす：断定の丁寧語で、京都市を中心に口丹波から山城の広範囲で使う[38]。「で＋おす」が変化したものとされる[39]。「どす」の活用は共通語の「です」に似るが、「でしょー」に当たる言い方は「どしょー」ではなく「どっしゃろ（どすやろ）」[38]。「ことどす→こっとす」「へんのどす→へんのす」「どすのや→どんにゃ」のように前後の語によって発音が変わったり「ど」が省略されたりすることもある[40]。否定形は「やおへん」と言う[40]。「江戸べらぼうに京どすえ」という諺があるように京言葉を代表する表現だが、現在では高齢層や芸妓など限られた場面でしか聞かれない。
  - 例：どこどしたいな（何処でしたかね）[39]
  - 例：なんどすいな（何ですかね）[39]
  - 例：これどっしゃろ（これでしょう）[39]
  - 例：えらいすまんこっとした[40]（大層済まないことでした）
  - 例：とれへんのっしゃろか[40]（取れないんでしょうか）
  - 例：だれどんにゃ[40]（誰なんですか）
  - 例：どーす[40]（どうです）

### 形容詞
- 連用形は「なごーなる（長くなる）」「おしゅーなる（惜しくなる）」「あつーなる（暑くなる）」「おもーなる（重くなる）」のようにウ音便が起こるが、語幹がイのもの（シク活用）は「おしーなる」のように終止形と同じ形で言う傾向がある（特に「て」が続く時）[41]。「ない」が続く時は、シク活用以外でも連用形が終止形と同じ形になることがあり、楳垣は1949年時点で「学童用語に近来目立って来た」と指摘している[41]。連用形は短音化することがあり、特に短音化した連用形を繰り返して意味を強調する用法（畳語）は京言葉の特徴である[41]。「はよーにたのんどいた」（早くに頼んでおいた）のように連用形に「に」を続けることもあるが、大阪と違ってシク活用では「に」を続けない[41]（奥村は、伏見や山城南西部では多少見られると指摘している[42]）。
  - 例：あほらし（ー）て物が言えん（馬鹿らしくて物が言えない）[41]
  - 例：ちょっともあまいない（ちっとも甘くない）[41]
  - 例：なごなごなった（長く長くなった）[41]
  - 例：くわしくわし言うた（詳しく詳しく言った）[41]
  - 例：はよーに頼んどいた（早くに頼んでおいた）[41]
  - 例：うつくしーに掃除する（美しく掃除する）（伏見や山城南西部の言い方）[42]
- 感嘆文では終止形語尾が省略され（語幹用法）、シク活用では感嘆文以外でも省略が起こることがある[41]。
  - 例：あーたかやの!（ああ高いこと!）[41]
  - 例：あーしんきくさ!（ああじれったい!）[41]
  - 例：こんでもよろし（来なくてもよろしい）[41]
- 仮定形は「長ければ→長けりゃ／長けら」のように「ば」を融合させるが、通常「長かったら」「長いんなら」「長いんやったら」のような言い方で代用する[41]。
- 推量に「長かろう」のような形はほとんど使わず、動詞と同様、「長いやろ」のように「終止形＋やろ」で表す[43]。

### 形容動詞・断定辞
- 形容動詞語尾および断定の助動詞には「や」を使う[42]。否定形は「静かやない」のような「やない」であるが、「ない」という言い方を避けて「静かやらへん」のような形をよく使う[42]。仮定形には「やったら」を使うが、「なら」もある程度使う[42]。「えろー静かなやな（大層静かなんだね）」のように、形容動詞連体形「な」にさらに「や」を続けることがある[44]。

### 助詞
- 格助詞「を」「が」と係助詞「は」がよく省略される[45]。「が」の省略は「を」ほど多くなく（特に主語が無生物の場合）、「が」の省略が起こる際には、主語の長音化や別の助詞「のん」が伴うことが多い[46]。
  - 例：本読んだり字ー書いたり[45]
  - 例：火ー燃えてる[46]
  - 例：赤いのん好きや[46]
  - 例：字ー上手やけど絵ー下手や[45]
- 「しか」の用法が共通語よりも広く、「より以外は」という意味のほかにも、「よりも」という意味[46]や「の方が」という意味[45]でも使う。「しか」は「ほか」とも言う[46]。
  - 例：うちしか知ってへん（私しか知っていない）[46]（共通語でも言う用法）
  - 例：うちしかあんたの方がえらい（私よりあなたの方がえらい）[46]（共通語では言わない用法）
  - 例：あいつしか上手や（あいつの方が上手だ）[45]（共通語では言わない用法）
- 原因・理由の接続助詞に「さかい」「よって」「し」があり、「さかい」は「はかい」「さけ」「はけ」と変化させることも多いが[45]、「はかい」「はけ」は「さけ」ほど多くなく、特に南山城などではあまり見られない[46]。「さかい／はかい／さけ／はけ」「よって」は後ろに「に」を付けて言うこともある[46]。
  - 例：いま行くさかい待っててや（今行くから待っていてね）[45]
  - 例：じき行くよって待っててや（すぐ行くから待っていてね）[45]
- 確定逆接の接続助詞に「けど」を使うが、旧愛宕郡や南山城の一部では「けんど」と言う[46]。仮定逆接には「かて」を使うが、京都市とその周辺では「て」もかなり見られる（共通語のように「って」とは言わない）[46]。「かて」は「でさえ」「でも」を意味する係助詞でもある[45]。
  - 例：叱られたかて／叱られたて、かまへん（叱られても構わない）[46]
  - 例：行かなんだて、えーやろ（行かなくたっていいだろう）[45]
  - 例：言わんかて、分かってる（言わなくとも分かっている）[45]
  - 例：なごーかてみじこーかて思いのままや（長くでも短くでも思いのままだ）[45]
  - 例：あてかてできるえ（私でも出来るよ）[45]
  - 例：いまからかておそない（今からでも遅くない）[45]
- 副助詞「なりと」を「なと」と略して共通語の「でも」の意味で使う[45]。並列助詞に「やら」を使うほか[46]、不定の副助詞「やら」を「や」と略すことが多い[45]。また、共通語の「か」に当たる不定の副助詞には「ぞ」を使う[46]。
  - 例：走りなとしたらえーのに（走りでもすればいいのに）[45]
  - 例：水なと飲もかい（水でも飲もうかな）[45]
  - 例：なんなと言いたいこと言うてー（何でも言いたいことを言っていろ）[45]
  - 例：馬やら牛やらがおる（馬や牛がいる）[46]
  - 例：ほんまや嘘や分からへん（本当やら嘘やら分からない）[45]
  - 例：だれぞどこぞで言うてた（誰かがどこかで言っていた）[45]
  - 例：なんぞあるやろ（何かあるだろう）[45]
- 疑問の終助詞には一般的に「か」を使い、ぞんざいな表現として「け」も使う（なお、口丹波では「け」はやや丁寧な表現とされる）[46]。南山城地方などでは目下に対する疑問表現に「や」（必ず「や」でアクセントが下がる）も使う[46]。
- 告知の終助詞「ぜ」「ぞ」は「で」「ど」と言うことが多く、「ぞ／ど」よりも「ぜ／で」の方がやや丁寧とされるが、他の山城各地と比べて京都市内ではいずれも使用が少ない[46]。また他人の疑問や決定を反駁する終助詞として「がな」がある[45]。その後「やん（か）」も使われるようになったが、「〜なんだよ、それでね」という意味で「やんかー」を使う際に、京都と大阪で言い方に違いが生じている[16]（京都では「ねん+やんかー」を「ねんかー」、「てん+やんかー」を「てんかー」と変化させる）。
  - 例：昨日、梅田に行ってんかー（昨日、梅田に行ったんだよ、それでね）（大阪では「昨日、梅田に行ってんやんかー」になる）[16]。
- 共通語の「よ」に当たる終助詞に「え」と「わ」を使う[46]。「わ」には「行くわ」のように「わ」で下がる場合と「行くわ」のように「わ」を高く発音する場合があり、前者は山城だけでなく丹波などでも広く見られるものの、後者は山城に限られ、より丁寧で柔らかい[46]。
- 間投助詞としては「なー」を最もよく使い、やや丁寧な場面では「ねー」を使う[46]。京都市とその周辺の女性層では、相手の関心を強く引こうとする際に「なー」を「なーへー」と言う[46]。「なー」「ねー」は「なー、母ちゃん」のように自立語としても使う[46]。

## 会話術
依頼や辞退を表す時には、直接的な言い方は避け、婉曲的で非断定的な言い回しを好む。例えば、「○○を下さい」と頼む際に「○○おくれやさしまへんやろか」（○○下さりはしませんでしょうか）のように否定疑問で表現したり、釣銭が足りないことを店員に伝える際に「足りません」などではなく「ちょっと足らんように思いますが」のように間接的に表現したりする。辞退する時も「おおきに」「考えときまっさ」などと曖昧な表現をすることによって、勧めてきた相手を敬った表現をする。また、「主人に訊かなければ分からない」などと他人を主体化させ、丁重に断る方法もよく用いられる。
一方で、褒め言葉を使ってイケズ（意地悪）をすることもあり、例えば「おうちえー着物きたはりますな、きれーどすな」（お宅いい着物を着ておられますね、綺麗ですね）と言われても、綺麗と褒めているのは着物のことであり、その人について言っているとは限らないので安易に喜んではいけないという。
京都の婉曲表現を語る上でよく挙げられるのが「京都で他人の家を訪問した際、その家の人にぶぶ漬け（茶漬けのこと）を勧められたら、それは暗に帰宅を促している」という風習であり、上方落語の演目「京の茶漬け」や北森鴻の小説『ぶぶ漬け伝説の謎』など、これを主題にした作品まで作られるほどである。詳しくは茶漬け#茶漬けにまつわる儀礼を参照。こうした直接的表現を嫌う風土による表現は、京言葉を解さない人からはコミュニケーションを取りにくいと思われている。

## 語彙
京言葉独特の表現・語彙に以下のようなものがある（近畿で共通するものも含む）。「駄々をこねる子」を「ダダコ」と表現するなど、別の品詞から名詞を作り出すパターンが多い。また、女房言葉に由来する、名詞（主に生活に関するもの）に敬称「お」や「さん」をつける表現がある。またオノマトペを多用し、リズム感を構成する一因となっている。

### 名詞
- あめさん - 飴。女性語。「お」は付けない。[49]
- おあげさん - 油揚げ[49]
- おいた - カマボコ。[50][49]
- おーさん - 托鉢僧。「おーのぼーさん」又は「おーやはん」とも言う。「法」と唱える声が「おー」に聞こえることから。[49]
- おかちょー - 蚊帳。[50][49]
- おかぼ - カボチャ。大聖寺門跡では「かぼ」とも言う。[50][49]
- おくどさん - 竃（かまど）。かまどの神様。[49]
- おせな - 背中。幼児語、女性語。[49]
- おしたじ、むらさき - 醤油。「むらさき」は特に飲食店などで使う。[50][49]
- おちゃやの ばんとー - テントウムシ。戦前によく使われた。[49]
- おっさん - 和尚。「おじさん」はおっさん。[49]
- おつむ - 頭。御所言葉だが、一般でも児童や婦人が使う。[49]
- おねもじ - ネギ
- おばんざい - 普段のおかず。[49]
- およなが - 夜食。[50][49]
- およね - 米[50]
- かにここ - 赤子の初便または臨終の人の便。ぎりぎり、やっとこさという意味の副詞でもある。平成元年度の時点で、60代の京都市民でも分からないと答える人が多くなっていた。[49]
- 東上 - 東京へ行くこと。東京行幸以前は、東京へ行くことを「東下」、東京を含む京都以外の地方へ行くことを「下向」と言った。京都に来ることは「上京」。

### 形容詞・形容動詞
- こーとな - 地味で上品。質素。「はんなり」と対照的な言葉。[49]
- ざんない - だらしない。くだらない。物を贈る際に「えらいざんないもんどすけど、お使いやしとくれやす」のように謙遜して言う。[49]

### 副詞
- えんばんと - あいにく。折あしく。宇治・城陽・南山城では「えんばと」「えんがと」とも言う。京北では「ちょうど」という意味で使う。[49]
- はんなり、はんなり - 陽気で上品な明るさ。明るくて物柔らか。「花」に状態を表す接尾語「り」を付け、撥音化したもの。「はんなりした」という形でよく使う。[49]
- まったり - とろんとした口当たり。重厚な感じの人を形容する際にも使う。[49]

### 慣用表現
- いけのはたの ずいき - 池の端の芋茎。「いけず」のシャレ言葉。女の子が遊びで意地悪された時に「いーけのはーたのずいき」と茶化して言い返す。[49]
- いよっ、まっ、おわい - まぁお入り。西陣において、信用している仲買いに対して問屋が掛ける言葉。[49]
- いりまへんか - 入り用ではありませんか。白川女が花を売り歩く際に「花、いりまへんかー」と言っていたほか、一般の商家でも使用。[49]
- おいでやす、おこしやす - いらっしゃい。「よーおこし」とも言う。「おこしやす」の方が丁寧で、最上級の丁寧語では「おこしやしとくれやす」。[49]
- おーきに - ありがとう。尼門跡では「おーきに」を使わず、「ありがとー」を食事の前後や挨拶への返事などに使う。[49]
- おきばりやす - 頑張ってください。祇園花街では女将が「そろそろ旦那をお取りなさい」と芸子に言う際に「そろそろ おきばりやす」と言う。[49]
- おくたぶれさんどした - 仕事を終えて帰る際の祇園花街の挨拶。現在は「おつかれさんどした」と言う。[49]
- おくち べっぴん - 表面的には優雅だが、裏の意味があるという京言葉の特性を言い表した言葉。[49]
- おことーさんどす - 年末、正月準備が忙しくなる時の挨拶。大晦日には「ご繁昌で何より」という意味で使う。現在は祇園花街で12月13日の事始めの日（12月13日）に芸妓が言うが、以前は室町の商家でも使った。[49]
- おしずかに - 食事を人に進める際に「ごゆっくり」という意味を込めて使う。また、人を送り出す際に「何事もないように」という意味を込めて使う。[49]
- おせんすになる - 縁談がほぼまとまること。結納前に扇子の交換をするしきたりがある。[49]
- おやかまっさん（どした） - お邪魔しました。辞去の挨拶。[49]
- おやすみやす - おやすみなさい。[49]
- かんにんえ - ごめんね。女性語。「かんにして」「かにんして」「かにしてや」「かんにしとくりゃっしゃ」とも言う。祇園では「かんにんどっせ」を多用。[49]
- ごめんやす - ごめんなさい。ごめんください。ちょっとすみません。特に丁寧に言うと「ごめんやしておくれやす」。[49]
- どこいきどす - どこかへ出かける近所の人に対して掛ける挨拶。「どこいきや」とも言う。掛けられた方は「ちょっとそこまで」や「ちょっと」などと返す。[49]
- どなたさんも おさきどす - お先に失礼いたします。医院の待合室などで、自分の番が済んで帰る際、待っている人に掛ける挨拶。[49]
- なかなか - いえいえ。軽くいなす時の言葉。[49]
- はしじかどすけど - 奥へ招くほどではない客を応対する際、玄関のかまちや縁先で「端近なところですが」と言って座布団を進める。[49]
- はばかりさん - ご苦労さん。少し世話になった時に言う。[49]

## 例文
- 設定した文を近畿各地の方言に訳してまとめた『近畿方言の総合的研究』の「近畿方言文例抄」から、旧山城国の範囲の方言を抜粋する[51]。なお、読みやすさのため、カタカナ表記をひらがな表記に改めた。
  - おまえら 六時までに 起きなければ いけないよ。
    - 京都市北区:あんたら ろくじまでに おきな あかんで。
    - 宇治田原村:おまいら／わいら ろくじまでに おきんと あかんど。
    - 中和束村:わいら ろくじまでに おきんと いかんど。

  - よくご覧 これとそれと どちらが 長い。
    - 京都市:よーみてみ／みとーみ こえとそえと どっちが ながい。
    - 宇治田原:よーみてみー こいつとそいつと どっちゃ ながい。
    - 中和束:よーみなはれ こいつとそいつと どっちゃが ながい。

  - 去年は 行かれなかったけれど 今年は 是非 行くつもりだ。
    - 京都市:きょねんわ いけへなんだけど ことしわ どしても いくつもりや。
    - 宇治田原:きょねんわ いけへんだけど ことしわ きっと いくつもりや。
    - 中和束:きょねんわ いかれへなんだけど ことしわ きっと いくつもりや。

  - このみかんは 酸いから 捨てよう。とても 食べられるものか。
    - 京都市:このみかん すいさかい すてよ。どしても たべられへん。
    - 宇治田原:このみかんわ すいさかい すてよ。とても たべられるもんかい。
    - 中和束:こんなみかん すいよって ほかそ。めったに たべられるもんか。

- 1964年に京都市内で記録された当時20代の女性2人の会話[52]。なお、読みやすさのため、ローマ字表記を漢字ひらがな表記に改めたほか、誤記等を一部修正した。
実際の音声
  - A:第一 あんた 今日 なーんで ものっすご 長いこと 待ってたんえ
第一 あなた 今日 なぜ。ものすごく 長いこと 待ってたのよ。
  - B:どこで
どこで。
  - A:都ホテルの 上で あの ロビーで
都ホテルの 上で。あの ロビーで
  - B:いや あの 電話 したんや ほんで うちー 5時きっちりに
いや あの 電話を したのよ それで 私 5時きっかりに。
  - A:おかしーな おかしーな
おかしいな おかしいな。
  - B:ほな 通じひんかったんや
じゃあ 通じなかったんだ。
  - A: ものすご 混線 してたやろ
ものすごく 混線 してたでしょ。
  - B:あー そうやー
ああ そうだ。
  - A:なんでやろ あれ
なぜだろう あれ。
  - B:知らん あそこ 電話代 はろーたはらへんの ちゃうんかて ゆーてんえ おーきーし
分からない。あそこ 電話代を 払っておられないん じゃないのかって 言ったのよ 大きいし。
  - A:そーや 待っても 待っても あんた きーひんし もー 忘れてるし もー よっぽど 電話 しよかなー 思たんやけど もー ちょっと 待ってみよ 思たら 呼び出さはったん
そうだ。待っても 待っても あなたが 来ないから。もう 忘れてるから。もう よっぽど 電話 しようかなあと 思ったんだけど もう ちょっと 待ってみようと 思ったら 呼び出されたの。
  - B:あー そーか あたし あれ にへんめ? あんたの 電話 聞いたん ふん
ああ そうか。私。あれ 二度目? あなたが 電話を 聞いたのは。うん。
  - A:ほんま わたし 呼び出されんの 大嫌いや
本当に 私は 呼び出されるのが 大嫌いだ。
  - B:かんにんえ
ごめんね。
  - A:かっこわるいやろ
格好悪いでしょ。